# Gråkronad sydhake
Gråkronad sydhake (Heteromyias cinereifrons) är en fågel i familjen sydhakar inom ordningen tättingar.

## Utbredning och systematik
Fågeln förekommer i regnskog i norra Queensland (Cooktown). Den behandlas som monotypisk, det vill säga att den inte delas in i några underarter.

## Status
IUCN kategoriserar den som nära hotad.